# Ficus schefferiana
Ficus schefferiana är en mullbärsväxtart som beskrevs av George King. Ficus schefferiana ingår i släktet fikonsläktet, och familjen mullbärsväxter. Inga underarter finns listade i Catalogue of Life.